# Snook
Snook – miasto w Stanach Zjednoczonych, w stanie Teksas, w hrabstwie Burleson.